# ブレスラウの戦い
ブレスラウの戦い（ブレスラウのたたかい、ドイツ語: Schlacht von Breslau）は、1757年11月22日にブレスラウを巡って行われた七年戦争におけるプロイセン軍とハプスブルク帝国（オーストリア）軍との会戦である。オーストリア軍が勝利した。

## 経緯
コリンの戦いに敗れたプロイセン軍は守勢に転じた。北からはロシア軍が、西からはフランス軍と神聖ローマ帝国諸侯軍が迫りつつあり、フリードリヒ大王は軍主力を率いて西に転じこれの撃破に向かった。
さらに念願のシュレージエン奪回を目指し、皇弟カール公子とレオポルト・フォン・ダウンの本隊およびフランツ・レオポルト・フォン・ナーダシュディの別働隊を合わせて8万を超えるオーストリア軍主力が南からプロイセンに迫りつつあった。シュレージエンの防衛を任されていたのはブラウンシュヴァイク＝ベーヴェルン公アウグスト・ヴィルヘルム（プロイセン王妃エリーザベト・クリスティーネの従兄弟）であったが、彼の率いる軍勢は個々の都市に分散する守備部隊を合わせても4万とオーストリア軍の半数程度であった。
9月7日、オーストリア軍はモイスの戦いでプロイセン軍を破って抵抗を排除すると、カール公子軍の本隊によってアウグスト・ヴィルヘルム率いるプロイセン軍を牽制し、そのあいだにナーダシュディ軍がシュヴァイトニッツを攻めて11月13日までにこれを陥落させた（第一次シュヴァイトニッツ包囲戦）。シュヴァイトニッツを奪ったオーストリア軍はいよいよシュレージエンの中心であるブレスラウを攻めるため合流してこれに迫った。プロイセン軍にとってもブレスラウはシュレージエンの中心都市として備蓄倉庫と工廠を備えた一大拠点であり、渡すことのできないところであった。

## 戦闘経過
西南西から進撃してくるオーストリア軍に対しアウグスト・ヴィルヘルムは全軍を率いて出撃、ブレスラウ郊外の村落に野戦築城を行い陣地化してオーストリア軍を迎え撃つことにした。11月22日、会戦は開始されオーストリア軍は猛砲火を浴びせたうえで西から南にかけて幅広い戦線で総攻撃をかけた。両軍の間で一日を通して激しい戦闘が行われたが、夜に入りプロイセン軍は力尽きて敗走、アウグスト・ヴィルヘルムは捕虜になった。彼の作戦についてクラウゼヴィッツはその著書戦争論のなかで、オーストリア軍が戦闘を求めて前進してきたらブレスラウ方面に戦線を下げて本格的な戦闘に入るのを避け、時間を稼いで大王率いるプロイセン軍主力の来援を待つべきであったと論評している。
プロイセン軍敗走後もブレスラウ市内にはまだ10個大隊規模の守備部隊が残っていた。しかしこの部隊は地元市民とザクセン軍の捕虜で編制されていたこともあって、市郊外での敗報が届くや戦意を喪失して次々に逃亡、残った将兵にもブレスラウ市民から抗戦しないよう圧力がかけられる有様で、抵抗を断念した指揮官は11月25日に降伏した。
一連の戦いによってオーストリアはシュレージエン主要部を制圧下に置くことができた。しかし同じころ西方では大王が軍事史上に名高いロスバッハの勝利を得てシュレージエンに転戦、ロイテンの戦いでオーストリア軍に大勝する。シュレージエンを巡る戦いはなお5年も続くのであった。